# Девясил
Девяси́л (лат. Ínula) — род многолетних растений семейства Астровые (Asteraceae), произрастает в Европе, Азии и Африке. Масло девясила используется в христианстве.

## Биологическое описание

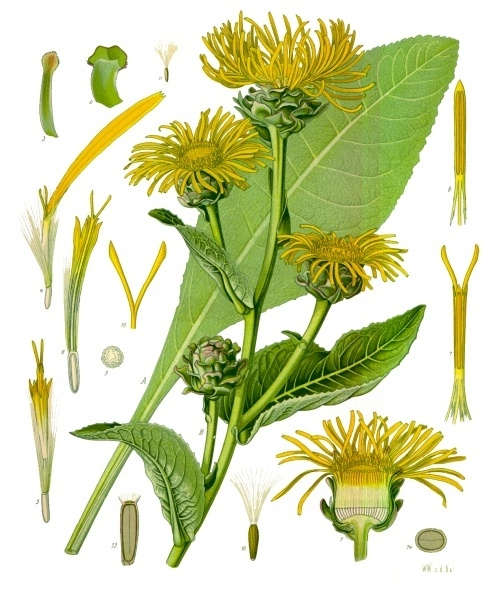
Девясил высокий.

Многолетние, реже однолетние растения с цельными листьями и жёлтыми крупными соцветиями.
Корзинки с жёлтыми или оранжевыми цветками, одиночные или собраны в кистевидные или щитковидные общие соцветия.
Цветение летом во второй половине.
Размножение весеннее.

## Растительное сырьё

### Химический состав
Корневища и корни содержат инулин (до 44 %), полисахариды, смолы, камедь, следы алкалоидов, сапонины, эфирное масло (до 4,3 %), главной составной частью которого являются бициклические сесквитерпены: алантолактон, изоалантолактон и дигидроалантолактон — производные альфа-селинена. Смесь бициклических сесквитерпеновых лактонов, выделяющихся в кристаллическом виде из эфирного масла девясила, носит название геленина. Кроме геленина, в состав эфирного масла девясила входят алантол, проазулен, токоферол. В траве девясила содержатся эфирное масло (до 3 %), аскорбиновая кислота, горькое вещество алантопикрин, флавоноиды кверцитрин и изокверцитрин.

### Фармакологические свойства
Девясил обладает противовоспалительным, желчегонным, отхаркивающим и слабым мочегонным действием, замедляет перистальтику кишечника и его секреторную активность и в то же время повышает выведение жёлчи в двенадцатиперстную кишку, что в сочетании с антисептическим эффектом положительно сказывается при лечении органов пищеварения.
Из девясила делают таблетки: алантолактон (против аскарид) и алантон (применяется при язвенной болезни желудка и двенадцатиперстной кишки).

### Сбор сырья
Лекарственным сырьём служат корни и корневища. При заготовке их выкапывают, отряхивают от земли, обрезают надземную часть и тонкие корешки, промывают в холодной воде, разрезают на куски длиной 10—20 см и на несколько частей вдоль. Почерневшие, отмершие и повреждённые вредителями корни отбрасывают. Сырьё провяливают 2—3 дня на открытом воздухе и сушат в тёплом, хорошо проветриваемом помещении или сушилке при температуре не выше 40 °C, раскладывая слоем не более 5 см. Хранят в мешках, деревянной или стеклянной таре 3 года.

## Применение
Эфирное масло является хорошим антисептическим средством и может служить для ароматизации кулинарных изделий.
В консервной и рыбной промышленности корни и корневища девясила используют как пряность и в качестве заменителя имбиря.
Из корней и корневищ можно получить синюю краску, если смешать настой с карбонатом калия или калиевой щёлочью.
Применяют девясил при заболеваниях дыхательных путей и бронхитах с повышенной секрецией густой вязкой мокроты, при кашле, гастритах, заболеваниях печени и жёлчного пузыря. Он обладает антимикробным и противоглистным свойствами, особенно при аскаридозе. Его используют при геморрое, нерегулярных менструациях, дисменорее, ревматизме и сахарном диабете. Отвар корня пьют при заболеваниях почек, мочевого пузыря, мочекаменной болезни, водянке. Он регулирует обмен веществ в организме. Кроме того, он действует болеутоляюще при заболеваниях суставов — ревматизме, подагре, артритах, воспалении седалищного нерва, люмбаго.
Растение обладает тонизирующими свойствами, улучшающими состояние организма, его применяют при головных болях, головокружении, болях в сердце, при гипертонии, эпилепсии, спазмах сосудов головного мозга.
В болгарской народной медицине настойку корня применяют при сердцебиениях, головных болях, эпилепсии, коклюше и как средство, предупреждающее преждевременные роды. При лечении ревматизма корень девясила используют в смеси с корнем лопуха.
Девясил в христианстве.
В христианстве девясил не имеет конкретного символического значения, как, например, крест или голубь. Однако, благодаря своим лечебным свойствам и народным поверьям, он может ассоциироваться с духовным исцелением, освобождением от болезней (в том числе греха) и обретением сил. 
Более подробно:
- Лечебные свойства:  Девясил издавна использовался как лекарственное растение, и в народной медицине его связывали с избавлением от различных недугов. В христианской традиции это может быть воспринято как символ освобождения от греха и духовного очищения.
- Народные поверья:  В некоторых народных представлениях девясил считался оберегом, защищающим от болезней и злых духов. В христианстве эти обережные свойства могут перекликаться с защитой от искушений и духовных напастей.
- Символика названия:  Название "девясил" происходит от древних представлений о его способности исцелять девять болезней. Это число девять, часто встречающееся в христианской традиции (например, девять ангельских чинов), может усиливать символическую связь с духовным исцелением.
- Отсутствие канонического значения:  Важно отметить, что в христианском богословии девясил не является каноническим символом. Его символическое значение в христианстве формируется на основе народных представлений и аналогий, а не на основе священных текстов или догматов.

В целом, хотя девясил и не является каноническим символом христианства, его лечебные свойства и народные поверья, связанные с ним, могут находить отклик в христианской вере как символ духовного исцеления и защиты. 

## Классификация
Род в традиционном крупном объёме является сильно полифилетичным. В соответствии с данными молекулярной филогенетики предложено относить к нему только типовой вид Inula helenium L. и близкие виды. Остальные виды были в 2018 году перенесены в Пентанема и ещё несколько мелких родов.

### Таксономия[4]
Inula L., 1753, Sp. Pl. : 881
Род Девясил относится к семейству Астровые (Asteraceae) порядка Астроцветные (Asterales). Кладограмма в соответствии с Системой APG IV:
|  |                                      |  |                                   |                                   |                    |  | ещё 10 семейств |               |               |                                                                                 |
|  |                                      |  |                                   |                                   |                    |  |                 |               |               | 91 подтвержденный и 119 в статусе "непроверенных" видов и инфравидовых таксонов |
|  |                                      |  |                                   | порядок Астроцветные              |                    |  |                 |               | род Девясил   |                                                                                 |
|  |                                      |  |                                   | порядок Астроцветные              |                    |  |                 |               | род Девясил   |                                                                                 |
|  | отдел Цветковые, или Покрытосеменные |  |                                   |                                   | семейство Астровые |  |                 |               |               |                                                                                 |
|  | отдел Цветковые, или Покрытосеменные |  |                                   |                                   |                    |  |                 |               |               |                                                                                 |
|  |                                      |  | ещё 63 порядка цветковых растений | ещё 63 порядка цветковых растений |                    |  |                 | ещё 1804 рода | ещё 1804 рода |                                                                                 |
|  |                                      |  |                                   | ещё 63 порядка цветковых растений |                    |  |                 |               | ещё 1804 рода |                                                                                 |

### Виды
Некоторые из них:
- Inula helenium L. — Девясил высокий
- Inula magnifica Lipsky — Девясил великолепный
- Inula racemosa Hook.f.
- Inula royleana DC.